# 頼俊直
頼 俊直（らい としなお、1863年6月2日〈文久3年4月16日〉 - 1926年〈大正15年〉12月3日）は、日本の政治家（衆議院議員、当選1回）、広島県多額納税者、広島県の大地主、名望家、資産家、実業家。竹原銀行取締役頭取。木ノ江汽船相談役。族籍は広島県平民。

## 経歴
安芸国竹原（現・広島県竹原市）出身。頼廉次郎の長男。和漢学及び英学を修めた。町会議員に挙げられた。農業、製塩業、金穀貸付業を営んだ。1894年、広島県第5区より選ばれて衆議院議員となった。実業同志倶楽部、大手倶楽部に所属。

## 人物
江戸後期の儒者、勤王家頼山陽の叔父頼春風の曽孫にあたる。家は累世栄え、俊直に至り、その富は益々大になり、「竹原町随一の長者」と称呼された。住所は広島県賀茂郡竹原町。

## 家族・親族
頼家
- 曽祖父・春風（1753年 - 1825年、医師、儒者）

- 祖父（商人）[13]
- 父・廉次郎（広島平民）[10]
- 弟

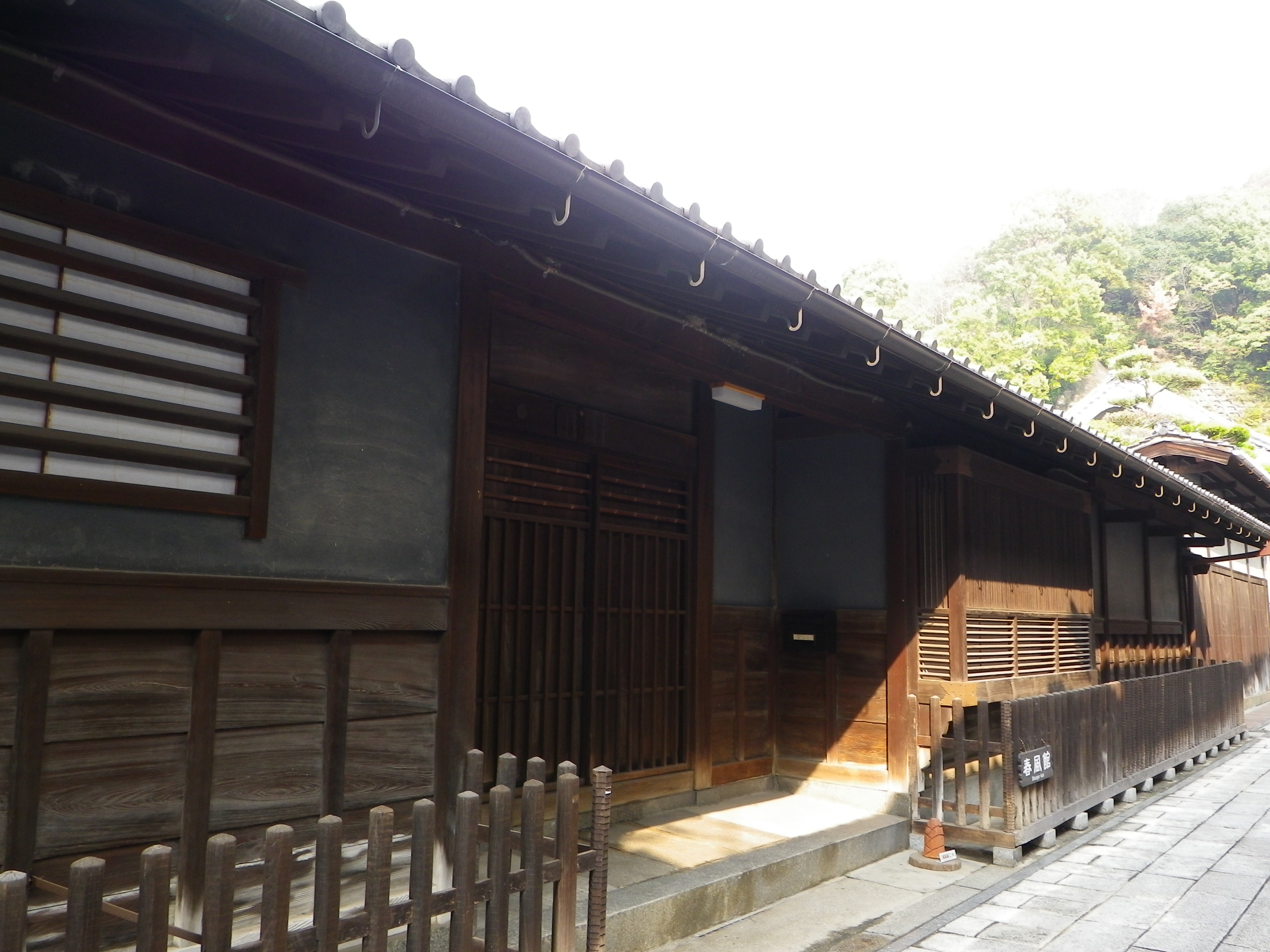
「春風館」

  - 鷹二郎（1866年 - ?、竹原製塩社長）[10]
  - 約三（1875年 - ?、その姉森正マツヨの養子）[10]
- 妹・マツヨ（1871年 - ?、広島、森正久太郎の妻）[10]
- 妻・ヨネ（1868年 - ?、広島、羽田庄左衛門の長女）[10]
- 長女・悌子（1887年 - ?、兵庫、圓尾亀次郎の弟延の妻）[10]
- 女・初枝（1889年 - ?）[10]
- 女・トク（1891年 - ?）[10]
- 女・延枝（1901年 - ?）[10]
- 女・和子（1904年 - ?、熊本、井上春成の妻）[14]
- 男・猷太郎（1899年 - ?）[10]
- 二男・薫二[15][10]（1906年 - ?、1929年に広島高校卒業[15]。趣味は読書[15]、素封家）
- 三男・桃三郎[10]（1910年 - 1992年、国文学者）
- 従弟・克太郎（1874年 - ?、伯父仙次郎の長男[10]、篤農家[16]）